# North Platte (rivier)
De North Platte (Engels: North Platte River) is een 1.152 kilometer lange sterk meanderende rivier in het westen van de Verenigde Staten. De rivier ontstaat bij Walden in Jackson County in de staat Colorado door de samenvloeiing van de Grizzly Creek en de Litte Grizzly Creek, stroomt vervolgens noordwaarts tot in de staat Wyoming en keert bij Casper oost tot zuidoostwaarts tot in de staat Nebraska waar de North Platte bij de stad North Platte in Nebraska samenvloeit met de South Platte en zo de Platte vormt, die uitmondt in de Missouri.
Bij de rivier ligt fort Fetterman.
De oevers van de North Platte en de omliggende wegen maakten in de 19e eeuw deel uit van de standaardtrajecten van de Oregon Trail, de California Trail en de Mormon Trail voor de grote trek naar respectievelijk het westen en Utah. Langs de rivier liggen dan ook vele historische sites, herkenningspunten en erfgoedmonumenten, waaronder Fort Laramie, Register Cliff, Scotts Bluff en Independence Rock.
De rivier werd op meerdere plaatsen afgedamd waardoor stuwmeren ontstonden langs zijn loop. Het water wordt meermaals gebruikt voor elektriciteitsproductie en irrigatie (waarbij de stuwmeren ook een minder seizoensgebonden debiet kunnen regelen). Na de monding van de Medicine Bow River liggen Seminoe Reservoir en Seminoe Dam, vervolgens Kortes Reservoir en na de monding van de Sweetwater River Pathfinder Reservoir. Voor de passage in Casper zijn er nog Alcova Reservoir en Gray Reef Reservoir. Dan volgen de Glendo en Guernsey Reservoirs, en na de monding van de Laramie River en in de staat Nebraska werd de Kingsley Dam gebouwd die Lake C.W. McConaughy liet ontstaan, het grootste meer en een belangrijk bassin voor irrigatie en ontspanning van de staat Nebraska. Het historisch waterbed van de rivier was op meerdere plaatsen tot 1,6 km breed, de hoge mate van gebruik van water voor irrigatie maakt dat deze oude beddingen nooit meer volledig worden bevloeid.

## Naam
De indianen noemden de rivier Platte, de Nebraska. Die naam betekent vlak water. De Fransen vertaalden dat in rivière plate. De twee voedende rivieren kregen ook die naam voorafgegaan door North en South in functie van hun respectievelijke ligging ten opzichte van elkaar.
- National Archives and Records Administration: 10043703
- Virtual International Authority File: 315526598
- WorldCat: E39PBJw8WkhyKcYRqQ7wFGhj4q